# Nikołajewka (rejon błagowieszczeński)
Nikołajewka (ros. Николаевка) – wieś w Rosji, w Kraju Ałtajskim, w rejonie błagowieszczeńskim. W 2010 liczyła 711 mieszkańców.